# Sissy Spacek
Mary Elizabeth "Sissy" Spacek, född 25 december 1949 i Quitman, Texas, är en amerikansk skådespelerska. Hennes farföräldrar är av tjeckiskt ursprung.
Sissy Spaceks genombrott kom i Det grymma landet och i skräckfilmen Carrie. Hon fick en Oscar för bästa kvinnliga huvudroll 1980 för rollen som Loretta Lynn i Loretta. I filmen framför hon Loretta Lynns kända sånger, och nominerades för en Grammy för filmens soundtrack. År 1983 släppte hon en egen countryskiva, Hangin' Up My Heart. Framgången med Loretta följdes av Oscarsnominerade roller i Försvunnen (1982), Floden (1984) och Crimes of the Heart (1986). Under andra halvan av 1980-talet tog hon en paus från filmkarriären för att ägna tid åt sin familj. I början av 1990-talet kom hon tillbaka och spelade bland annat en biroll i filmen JFK (1991). Senare har hon även Oscarsnominerats för In the Bedroom (2001).
Spacek är sedan 1974 gift med regissören Jack Fisk. De har två döttrar, Schuyler (född 1982) och Madison Fisk (född 1990).
Namnet 'Sissy', motsvarande 'syrra' (syster) i svenskan, fick hon av sina äldre bröder och namnet har hängt kvar under hennes filmkarriär.

## Filmografi i urval
- 1973 – Det grymma landet
- 1976 – Carrie
- 1977 – 3 kvinnor
- 1980 – Loretta (Coal Miner's Daughter)
- 1982 – Försvunnen
- 1984 – Floden
- 1985 – Marie
- 1986 – Crimes of the Heart
- 1991 – JFK
- 1999 – Rätt upp i 90-talet!
- 1999 – Carrie 2 (arkivflashbacks)
- 1999 – The Straight Story
- 1999 – Streets of Laredo (TV-serie)
- 2001 – In the Bedroom
- 2001 – Midwives
- 2002 – Tuck Everlasting
- 2005 – The Ring 2
- 2005 – North Country
- 2005 – An American Haunting
- 2006 – Gray Matters
- 2008 – Borta bäst, hemma värst
- 2011 – Niceville
- 2017 – The Old Man and the Gun
- 2025 – Dying for Sex (TV-serie)
- 2025 – Die, My Love